# 小行星4496
小行星4496（4496 Kamimachi）是一颗围绕太阳公转的小行星。1988年12月9日，關勉在藝西天文台发现了此天体。
該小行星以日本高知縣上町命名。
这颗小行星的绝对星等为322.9914705627456等。